# Филигран
Филигран је једна од најлепших је техника обраде метала. Овом техником током векова израђиван је диван накит као и украсни предмети. Назив ове технике долази од лат. filum-нит и granum-зрно. Да би се неки украсни предмет или накит урадио у овој техници употребљава се сребрна, златна и ређе бакарна жица за компоновање мотива. Нити жице се савијају и уплећу, међусобно везују и тако се формира сложени мотив који може бити положен на металну подлогу или слободан (a-jour-filigran). Од филигранске жице правили су се кругови, цветићи, геометријске шаре. На овако израђене предмете понекад су стављане и ситне металне куглице.
Филигрански занат се налази на листи нематеријалног културног наслеђа Србије.

## Историја
Филигран је била најраспрострањенија техника у уметничкој обради сребра и злата. Како нису постојале мустре и шеме за израду мотива код ове технике највише је испољен индивидуални народни дух. Сваки је мајстор комбиновао шаре „из главе“, а добри мајстори филиграна били су далеко познати и добро плаћени за свој рад. Филигранска техника првенствено је заступљена у појасу Медитерана. Познати су примерци накита пронађени у Троји који потичу 2500 година п. н. е. као и у Микени 1500. п. н. е. Прелепи примерци накита израђени филигранском техником откривени су у етрурским гробницама које потичу из VI века п. н. е.
У Старом Риму филигранска техника је обилато коришћена. Под утицајем римске уметности у време Сеобе народа ова техника израде накита била је широко прихваћена и код германских племена. Свој врхунац достиже у Византији од VI до XII века.
Након пуног процвата израде предмета и накита техником филиграна током XII и XIII века, у развијеним градским центрима, и постепеног одумирања до поновног процвата уметничке израде накита од филиграна долази око 1800. године, када накит израђен овом техником поново улази у моду. Насупрот томе израде накита овом техником у народној уметности Европе и Азије одржала се све време.
Филигрански занат се од 2012. године налази на листи нематеријалног културног наслеђа Србије.

## Филигран у Србији
| Прстен Стефана Првовенчаног, украшен са четири купаста испупчења (очувана су само три) и филигранским нитима. Изглед прстена, али и податак да га је краљ добио од свога брата, светог Саве, указују да је то златарски рад неколико деценија старији од времена када је Стефан проглашен за жупана, па се претпоставља да је могао бити и део наслеђеног породичног накита. Прстен краља Стефана данас се налази у ризници манастира Студеница |

Филигран, као техника обраде накита од сребра и злата, био је веома заступљен и у старом српском златарству и представљао је најчешће наслеђе градских средина, које се протеже и до средњег века. Филигрански накит је део народног украшавања, у сеоским и грађанским срединама, а прстење, гривне, наушнице и огрлице се наслеђују и поклањају приликом рођења, крштења, свадби. Занатска знања се најчешће проносе у оквиру породице. Филигрански занат је био веома раширен и у старом српском златарству и као такав је 2016. године уврштен у Национални регистар нематеријалног културног наслеђа Србије.
```
представља 
српско средњовековно наслеђе
 које у турско време постаје једна од најзаступљенијих техника приликом обраде накита од сребра и злата.
```

На формирање српског златарства и уопште уметничке обраде метала током средњег века утицали су и Запад и Исток. Почетак XIII века значи и почетак израде скупоценог накита у Србији. У прво време у његовој изради види се јачи утицај Запада да би од краја XIII века преовладао утицај Византије. Под утицајем Византије у наше крајеве долази и филигран који на тај начин постаје и наше средњовековно наслеђе. Леп пример преплитања стилова на израду накита у Србији је прстен Стефана Првовенчаног. Прецизна израда, златна филигранска жица, грануле, све одаје руку мајстора који је изванредно добро упознат са тананом техником филиграна.

### Утицај Византије
Утицај Византије веома је приметан и на сребрним и златним наушницама израђеним у техници филиграна од XII до XIV века. У средњовековној Србији филигранска теника употребљавана је и за израду другог накита као што су прстење и наруквице. Наруквице су најчешће израђиване од сребрних плочица на које је лемљена филигранска жица. Филигран је често коришћен и за израду предмета који су употребљавани при литургијским службама. Сачувани су бројни примери крстова израђених овом техником. Свој зенит уметничка израда накита од филиграна доживљава у доба краља Милутина. У економски ојачану Србију краљ Милутин позива златаре из других земаља који израђују накит по његовом укусу.
Падом Србије под власт Турака мења се у потпуности економска и политичка структура земље. Но и поред тога српски златари не прекидају свој рад. У тешким моментима средином XV за извесно време замире њихова делатност да би поново оживела средином XVI века. Али, услед пада економске моћи у употребу улазе јефтинији метали пре свега сребро и бакар. И поред тога мајстори при изради овог накита дају одушке својој машти, украшавајући га филигранском жицом, стакленом пастом и привесцима како би изгледали што раскошније.
После освајања наших крајева од стране Турака, поред латинског назива филигран у употребу улази и турски назив срма.
Ипак постепено долази до фолклоризације накита, који престаје да буде онај скупоцени украс високог уметничког квалитета. Долази и до оријенаталног утицаја чији су главни носиоци били Турци. Поједини градски центри постају познати по изради предмета од филиграна. Један од таквих центара је био и Ужице. Производи ужичких кујунџија од филиграна су у појединим моментима мала ремек-дела.

## Начини израде
Филигран се најчешће радио од танке сребрне или златне упредене жице. Сребро се прво изливало у танке шипке, попут оловке, затим је ковано на наковњу и истезано све док Валцна за ваљање се не би припремило за извлачење на калибар или „срмење у "- металну плочу са низом отвора различитог пречника, тако да је на најужем отвору добијана сребрна жица дебљине власи косе. Извлачење жице вршено је ручно пљоснатим клијештима и овај поступак се понављао више пута све док се не добије жељена дебљина. Касније се за израду сребрне жице користио „рубин"- кружна плочица од месинга са рубином у чијој се средини налазила рупица, кроз коју је провлачила жица, све до жељене димензије. Током времена за извлачење жице у употребу улази и чекрк. Справа у облику сандука који је на средини имао преграду од дрвета у коју је уметан „срмењак“ или „рубин“. На крајевима сандука налазили су се ваљци са ручицама за окретање. Жица се намотавала на један ваљак провлачила кроз „срмењак', намотавала на други ваљак и мотала ручицом.
Од краја XIX века за израду филиграна почиње да се користи машински направљена жица. У зависности од тога зашта ће се жица користити она је остављана као једнострука или је упредана састављањем две или више жица.
Према начину израде, филигран се делио на прави и псеудофилигран или лажни филигран.
Прави филигран израђиван је на два начина. Код првог поступка предмет од филиграна је израђиван слободним компоновањем у основном оквиру контуре предмета и то је такозвани ваздушасти- лелујави филигран. На други начин прави филигран је израђиван постављањем сребрних нити на подлогу са шаром, која је у ствари база.
Да би се неки предмет или накит урадио техником филиграна, због осетљиве и нежне структуре, мора се прво обликовати основна контура (мустра) предмета који се израђује. Ова основа се формира од дебље жице или трака на изгорелој дашчици и она је давала чврстину предмету. После формирања основе ради се такозвано „пуњење“ тј. испуњавање међупростора малим спиралама од најтање жице.
После спајања (лемљења) свих детаља долазило је допунско украшавање без којих је филигран незамислив. Пре свега ту је додавање гранула, ситних сребрних куглица, затим су ту ситније и крупније ромбичне плочице, траке или полулопте. Понекад се филигран инкрустирао украсним каменом.
Псеудо филигран или лажни израђиван је тако што је предмет ливен, а затим је дорађиван искуцавањем, пробијањем, стругањем и гравирањем. За разлику од правог филиграна предмети израђени у техници лажног филиграна су знатно грубљи.